# Jim Cooper (homme politique américain)
Pour les articles homonymes, voir Jim Cooper.
James Hayes Shofner Cooper dit Jim Cooper est un homme politique américain né le 19 juin 1954 à Nashville. Membre du Parti démocrate, il est élu du Tennessee à la Chambre des représentants des États-Unis de 1983 à 1995 et de 2003 à 2023.

## Biographie
Jim Cooper est originaire de Nashville, la capitale du Tennessee. Son père Prentice Cooper (en) a été gouverneur de l'État et son grand-père a présidé la Chambre des représentants locale. Après des études à l'université de Caroline du Nord, à Oxford et Harvard, il devient avocat.
En 1982, il est élu à la Chambre des représentants des États-Unis dans le 4e district du Tennessee avec 66,3 % des voix face au républicain Dale Johnson. Dans ce district rural, il succède à Al Gore, candidat au Sénat. De 1984 à 1992, il est réélu tous les deux ans avec plus de deux tiers des suffrages.
Début 1994, il présente avec le républicain Fred Grandy une réforme des services de santé concurrente de celle proposée par le président Bill Clinton. La même année, il est candidat au Sénat. Il est largement battu par Fred Thompson, qui est élu avec 60 % des voix en pleine « révolution républicaine ».
En 2002, le siège de représentant de Nashville se libère lorsque Bob Clement se présente au Sénat. Cooper est élu représentant du 5e district avec 63,7 % des suffrages. Il est depuis réélu tous les deux ans avec plus de 62 % des voix, à l'exception de la vague républicaine de 2010 (56,2 %).
Il détient des intérêts financiers dans des entreprises du secteur de l'armement.